# Gärten des Lucullus
Die Gärten des Lucullus (ital.: Horti Lucullani oder Luculliani, lat.: Horti Luculli) waren die ersten Luxusgärten im antiken Rom. 

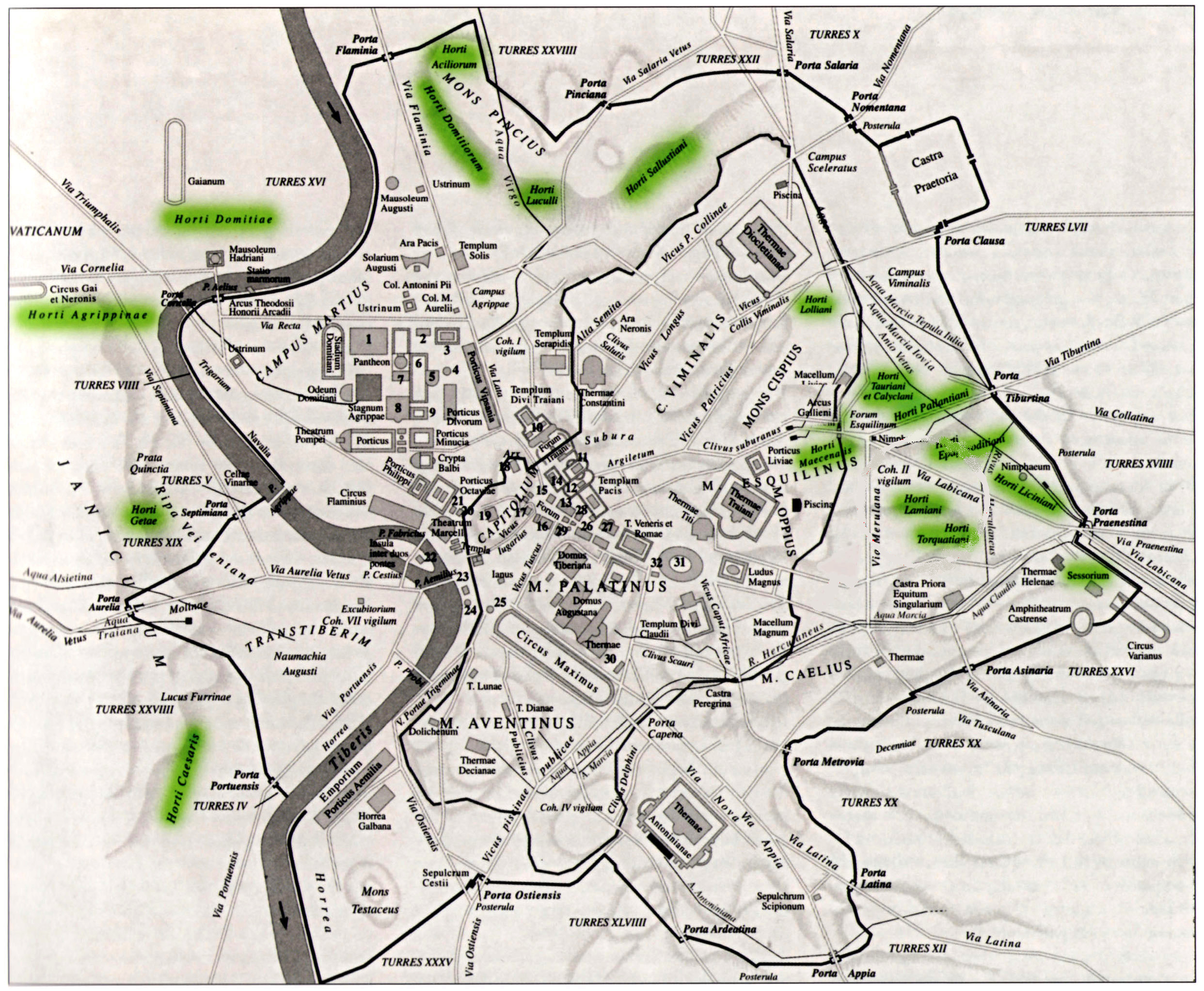
Gärten (horti) im antiken Rom. Die Horti Luculli mittig im Norden.

Sie wurden von Lucius Licinius Lucullus um 60 v. Chr. auf dem Pincio im Norden der antiken Stadt Rom angelegt. Um die Höhendifferenzen auszugleichen, wurden Terrassen und Treppen angelegt. Die mittlere Terrasse soll mit ihren Wandelgängen und Baumalleen besonders prächtig gewesen sein. Nur wenige archäologische Reste lassen sich der Villenanlage zuschreiben. Ihr Zentrum lag wohl in der Nähe der späteren Kirche Santa Trinità dei Monti.
Decimus Valerius Asiaticus, ein späterer Besitzer der Gärten des Lucullus, fiel 47 n. Chr. den Intrigen der Messalina u. a. deshalb zum Opfer, weil die Kaiserin sich in den Besitz dieser prunkvollen Grünanlage setzen wollte. In ebendiesen Gärten fand sie ein Jahr später selbst den Tod. Die Gärten verblieben im kaiserlichen Besitz.